# Книга джунглей (аниме)
«Книга джунглей» (яп. ジャングルブック　少年モーグリ Дзянгуру букку сё:нэн Мо:гури) — японский аниме-сериал, выпущенный студией Nippon Animation. Создан по мотивам сборников Редьярда Киплинга — «Книга джунглей». Транслировался по телеканалу TV Tokyo с 9 октября 1989 года по 29 октября 1990 года. Всего выпущены 52 серии аниме. Сериал также транслировался на территории Франции, Испании, Италии, Германии, Польши, арабских стран, Филиппинах.

## Сюжет
Действие разворачивается вокруг мальчика по имени Маугли, который после смерти своих родителей был выращен волчьей стаей, также в роли воспитателей выступают пантера Багира и медведь Балу. Когда мальчик подрастает, он стремится узнать, кто он такой на самом деле и какую цель должен преследовать в своей жизни. Тем временем Маугли угрожает злой тигр-людоед по имени Шер-Хан.

## Список персонажей

### Главные персонажи
Маугли
Сэйю: Урара Такано
Главный герой истории. Когда-то давно его родители, перебираясь через лес Сиони, упали с обрыва скалы и погибли, после того как пантера Багира непреднамеренно их напугал. Выживает лишь их новорожденный ребёнок, которого в стаю принимает волк по имени Александр. В начале истории Маугли 6 лет, к концу ему уже становится 10. Авантюрный, весёлый и общительный мальчик. Страдает кризисом личности, пытаясь выяснить, кто он на самом деле и где он должен жить. Везде носит с собой вырезанный им из дерева боевой бумеранг.
Багира
Сэйю: Хироя Исимару
Чёрная пантера, воспитывал Маугли с самого детства и учил его Законам Джунглей. Является лучшим другом и наставником Маугли. Провёл часть своего детства в семье англичан-колонизаторов, откуда позже сбежал. В конце истории Багира решает покинуть джунгли и жить среди людей с Маугли.
Балу
Сэйю: Бандзё Гинга
Тёмно фиолетовый медведь учитель, Несмотря на общую мягкость характера, он также храбрый и самоотверженный воин, сражающийся ради защиты Маугли.
Каа
Сэйю: Китон Ямада
Очень мудрый каменный питон и один из друзей Маугли. Он коричневый с золотыми пятнами. Он также служит учителем Маугли в нескольких случаях, рассказывает ему о животных, которые бегут от засухи, и показывает, как победить вторгшихся красных волков, заманив их в пчелиные скалы.
Александр
Сэйю: Масару Икэда
Супруг Лури, отец Акру и Суры, а также приёмный отец Маугли. Становится новым вожаком волчьей стаи после того, как свой пост оставляет престарелый Акела. Погибает во время лесного пожара от лап Шер-Хана, защищая свою стаю.
Лури
Сэйю: Мари Ёко
Супруга Александра, мать Акру и Суры, а также приёмная мать Маугли. Позже вдова. После смерти Александра становится фактическим вожаком стаи.
Акру и Сура
Сэйю: Ёко Мацуока, Сигэру Накахара
Сыновья Лури и Александра и приёмные братья Маугли. Были волчатами, когда Маугли приняли в стаю. Акру очень энергичен и склонен действовать, прежде чем думать, Сура — более сдержанный.
Акела
Сэйю: Юдзуру Фудзимото
Был вожаком стаи, когда Маугли приняли туда. Очень мудрый и решительный, из-за глубокой старости решает передать своё место вожака Александру, позже выступает советником для Лури. Ближе к концу истории Акела умирает от ран, нанесённых гиенами.
Вермиллион
Лучший друг Александра. После отставки Акелы был кандидатом на место вожака, однако проиграл в драке с Александром, в ходе которой на его левом глазу остался шрам. Позже покидает лес и становится вожаком другой волчьей стаи в скалистой пустыне.
Бахус
Толстый волк, который не может нормально охотиться. Он больше приспособлен нянчиться с волчатами. Появляется преимущественно в первой половине сериала и иногда используется для комического контраста. Когда стая обсуждает тему нового лидера, один из волков к большому разочарованию некоторых других волков говорит, что им должен стать Бахус, хотя после этого о нём больше не упоминается.
Фаргас
Старый волк, которого Александр спас от стаи диких собак. При первых появлениях в сюжете крадёт еду из хранилища стаи из-за того, что ему якобы промыли мозги демоны; вскоре он отправляется в путешествие после очищения Багирой и с тех пор не возвращается.
Лала
Дочь Вермиллиона и внучка Акелы. У нее оранжевый мех, хотя и немного светлее, чем у отца. В начале сериала она ведёт себя как сорванец и отказывается принять Маугли в качестве члена стаи. Взрослея, она привязывается к Маугли, даже влюбляясь в него (эпизод «Маугли влюбился»). Вскоре она переключается на Суру, когда он спасает ее от троицы крокодилов. К концу сериала они с Сурой являются родителями двух детенышей, один из которых получил имя Расти.
Сандер
Молодой волк из стаи Вермиллиона. Он тёмно-синего цвета. Сандер ненавидит людей из-за убийства ими его сестры Дулии, и возмущается Маугли как человеком. В конце концов он примиряется с ним, и, хотя он уходит с Вермиллионом и его стаей, они с Маугли, похоже, остаются близкими товарищами. В стае Вермиллиона, по-видимому, исполняет роль бета-волка. Некоторые переводы изображают его как женщину.
Маки
Волчица и подруга Акру. Появилась во второй половине сериала. Маки — отличная певица, и в какой-то момент она начала давать уроки пения Акру. В немецкой версии её сделали волком из-за того, что Акру в этой версии был волчицей, но оставили женственную внешность.
Кичи
Рыжая панда, друг Маугли. Его родители убиты людьми. После того, как Маугли обвиняет Кичи в том, что он причиняет неприятности (что он непреднамеренно делает) и действует всем на нервы, ему труднее вписаться в новую толпу из-за того, что он уже посторонний, и решает встать не на ту ногу. Но его дружба с Маугли подвергается испытанию, когда им предлагают работать вместе. Позже в сериале он живет вместе с Маугли в своей хижине.
Рикки-Тикки-Тави
Основан на персонаже из одноимённого рассказа «Книги джунглей», Рикки-Тикки является индийским мангустом и домашним животным Мишуа и ее семьи. Он защищает её и её семью так же, как и английскую семью в оригинальном рассказе, а также Маугли. Рикки-Тикки убивает домашнюю индийскую кобру Балдео после того, как она пытается напасть на Маугли посреди ночи, а затем предупреждает Маугли, что деревенские жители прячут Мишуа и ею семью.
Хатхи
Большой индийский слон, который служит правителем всего леса Сиони. Обычно его сопровождают два сына. Впервые появился в сериале, провозгласив водяное перемирие на скале мира во время засухи и рассказав животным историю о том, как в джунгли пришёл страх. После этого появляется периодически, помогая прогнать Гризла, сровнять деревню с землёй, показывая Маугли танец слона, и в последний раз в финале сериала, когда животные прощаются с Маугли.
Чил
Браминский коршун, который служил посланником и всевидящим оком стаи Акелы и Хатхи.
Боджи
Дедушка Мишуа и отец Мари, которого Маугли встречает перед встречей с его внучкой, дочерью и зятем. Он встречает Маугли, наткнувшись на ловушку-яму, в которую Маугли упал. Сначала Маугли не уверен, может ли доверять ему, из-за плохой репутации людей в джунглях, но когда тот исцеляет его и даёт пищу, перестаёт относиться к нему напряжённо. Чрезвычайно добр. Шер-Хан порвал ему спину, когда Боджи защищал от него Маугли и Мишуа, но в конечном итоге старик выздоровел.
Мари
Мать Мишуа, дочь Боджи и жена Нила. Когда семья впервые встречается с Маугли, Мари принимает его за своего сына по имени Нату, но, несмотря на то, что это не он, она всё равно относится к нему как к родному, и он мгновенно к ней привязывается. Она настолько полюбила Маугли, что отчаянно желает, чтобы он не дрался с Шер-Ханом.
Нил
Отец Мишуа, муж Мари и зять Боджи. Как и другие члены семьи, сразу полюбил Маугли. Когда семья удерживается в плену, Маугли спасает их и помогает им бежать, с помощью своих друзей-животных проводя их в другой город и разрушая деревню. Позже, в середине их похода, Нил поддаётся пневмонии.
Мишуа (дословный перевод, Джумейра)
Девочка, полюбившаяся Маугли в конце сериала. Её дед первоначально нашёл Маугли, когда тот ещё был членом волчьей стаи, сказав, что мальчик напомнил ему о своем внуке. Хотя после их первой встречи Маугли предпочитает остаться в джунглях, позже он видит Боджи вместе с Мишуа. В конце сериала её семья приютила Маугли.

### Злодеи
Шер-Хан
Сэйю: Сигэдзо Сасаока
Бенгальский тигр и главный злодей сериала. Жестокий и хитрый, мятежный и зловещий. Часто нарушает устои обитателей леса Сиони. Он также не боится большинства вещей, за исключением огня, огнестрельного оружия и Хатхи. Его ненависть к людям — часть истории, которая восходит к встрече его первого предка с одним из них. В 34 серии Маугли оставил на его морде незаживающий шрам. В финальном противостоянии Маугли побеждает и убивает Шер-Хана, вонзив нож прямо в сердце тигра.
Табаки
Помощник Шер-Хана. В отличие от других версий «Книги джунглей», он — полосатая гиена (но его всё ещё называют шакалом, как в оригинальной истории). Он также известен своей ленью, жадностью, коварством, тупостью, подлостью и разговорчивостью. В одном из противостояний Маугли и Шер-Хана их с ещё одной гиеной затаптывают буйволы. Неизвестно, умерли ли они от побоев или просто упали в обморок, а затем скрылись с места происшествия.